# Novillero
Novillero (auch: Movillero) ist eine Ortschaft im Departamento Cochabamba im südamerikanischen Anden-Staat Bolivien.

## Lage im Nahraum
Novillero liegt in der Provinz Narciso Campero und ist drittgrößte Ortschaft des Cantón Aiquile im Municipio Aiquile. Der Ort liegt in einem Tal der Sierra de Catatiri auf einer Höhe von 2125 m am rechten, westlichen Ufer des Río Novillero, der flussabwärts in den Río Grande mündet.

## Geographie
Novillero liegt zwischen den Gebirgsketten der bolivianischen Cordillera Oriental und der Cordillera Central. Das Klima ist geprägt durch ganzjährig frühlingshafte Temperaturen und geringe Niederschläge.
Die Jahresdurchschnittstemperatur der Region liegt bei etwa 20 °C (siehe Klimadiagramm Mizque) und einem Jahresniederschlag von 550 mm. Der Sommer von Oktober bis März weist monatliche Durchschnittstemperaturen von 22 °C auf, kälteste Monate sind Juni und Juli mit gut 17 °C. Von April bis Oktober herrscht Trockenzeit mit Niederschlägen unter 20 mm, der Sommer weist von Dezember bis Februar Niederschläge von 110 bis 135 mm auf.

## Verkehrsnetz
Novillero liegt in einer Entfernung von 218 Straßenkilometern südöstlich von Cochabamba, der Hauptstadt des Departamentos.
Von Cochabamba aus führt die Nationalstraße Ruta 7 in südöstlicher Richtung über 45 Kilometer nach Paracaya und weiter ins bolivianische Tiefland nach Santa Cruz. In Paracaya zweigt die Ruta 23 ab und führt über 147 Kilometer nach Aiquile. Sechzehn Kilometer südlich von Aiquile auf der Ruta 5 biegt eine unbefestigte Landstraße von der Ruta 5 aus in westlicher Richtung ab, überquert den Río Novillero und erreicht nach insgesamt zwei Kilometern die Ortschaft Novillero.

## Bevölkerung
Die Einwohnerzahl der Ortschaft ist in den vergangenen beiden Jahrzehnten um etwa zwei Drittel angestiegen:
| Jahr | Einwohner | Quelle       |
| ---- | --------- | ------------ |
| 1992 | 296       | Volkszählung |
| 2001 | 380       | Volkszählung |
| 2012 | 494       | Volkszählung |
| 2024 |           | Volkszählung |